# Patto di San Ginesio
La locuzione «patto di San Ginesio» indica un accordo politico siglato fra il segretario della DC Arnaldo Forlani e il vicesegretario del partito Ciriaco De Mita, nel 1969 a San Ginesio, con gli obiettivi di procedere ad un patto generazionale per un ricambio nella guida della DC, favorendo i "quarantenni" e causando la disgregazione della vecchia maggioranza dorotea, che si occupava del controllo del partito.

## Antefatti

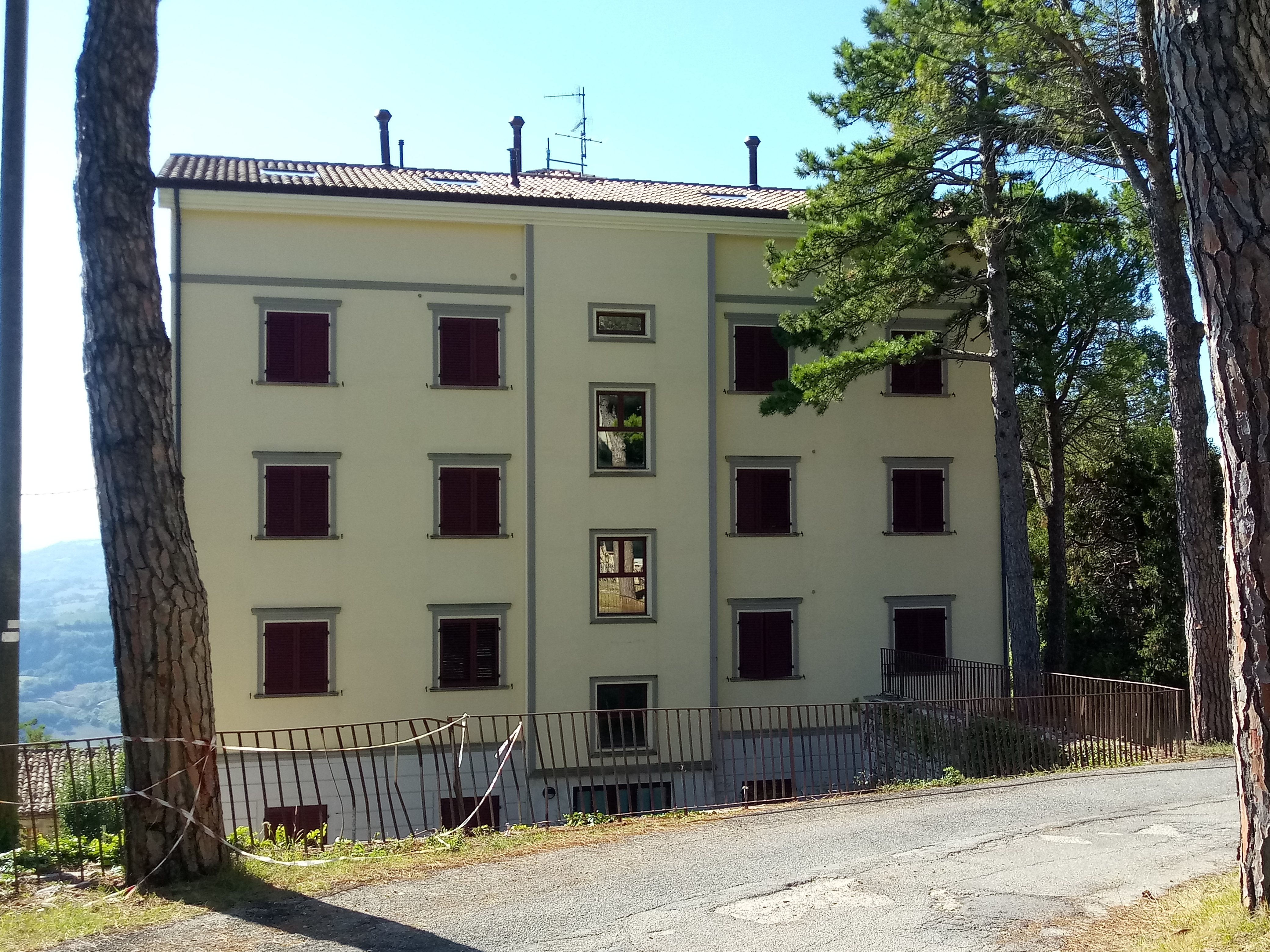
L'ex hotel Bellavista, il palazzo dove venne firmato il patto

Nel settembre del 1969 Ciriaco De Mita e Arnaldo Forlani stipularono un patto che avrebbe dovuto rinnovare la Democrazia Cristiana e portarli alla testa del partito. Il patto fu chiamato il Patto di San Ginesio. Il convegno si realizzò nel comune di San Ginesio, nelle Marche, per discutere del cambio di generazione, dalla seconda alla terza favorendo le persone più giovani, causare la disgregazione della maggioranza dorotea e per la successione di Giuseppe Saragat.

## Le conseguenze
Nell'ottobre 1969, un mese dopo il convegno, i dorotei di "Impegno Democratico" si divisero in due correnti: la prima fu quella di Mariano Rumor e Flaminio Piccoli, separati dalla seconda corrente di Giulio Andreotti ed Emilio Colombo.
La corrente Rumor-Piccoli diede origine a "Impegno Popolare", mentre quella Andreotti-Colombo mantenne la stessa denominazione. Il 9 novembre dopo che Flaminio Piccoli si dimise come segretario, il Consiglio nazionale elesse al suo posto Forlani con 157 voti a favore e 13 schede bianche. Pochi giorni dopo Ciriaco De Mita divenne vicesegretario.
Forlani e De Mita vennero ribattezzati "i gemelli di San Ginesio" per il raggiungimento delle posizioni di segretario e vicesegretario della DC. 
Nel giugno del 1973, però, il patto venne ribaltato dal patto di Palazzo Giustiniani, firmato dai capi di tutte le correnti, siglato tra Amintore Fanfani e Aldo Moro, che segnò la rivincita dei "seniores", riportando Fanfani alla guida del partito. Il 28 giugno 1983 Luigi Pintor pubblicò su il manifesto il titolo Non moriremo democristiani.

## Il patto nella politica

### L'opinione di Bossi
L'ex leader del Carroccio Umberto Bossi, il 3 luglio 1995 reputò, in una sua lettera, che il patto di San Ginesio fosse un compromesso storico per eliminare De Gasperi e il fastidioso confronto sotto la sferza sturziana.
Lo storico Giorgio Galli controbatté alla lettera di Bossi:
(Giorgio Galli)

### Il ritorno della DC
La proposta politica del centrodestra era quella di ritrovare le origini e rifondare il partito che ha governato il paese per decenni.
Nel gennaio 2005, Gianfranco Rotondi abbandonò l'UDC è iniziò a rimettere in moto la creazione della DC, cercando di coinvolgere sia Forlani che De Mita, per la realizzazione.
Le associazioni di ispirazione democristiana sospeseri le attività per la creazione di un soggetto unico con presidente Rotondi. Lo stesso Rotondi però annunciò che la nuova costituente avrà a capo Giampiero Catone. Il compito dell’associazione era preparare gli Stati generali della Democrazia Cristiana previsti a Roma per definire la missione del nuovo partito.
L’associazione presenterà liste elettorali utilizzando i diritti elettorali acquisiti dall’ultima Democrazia Cristiana presente in Parlamento, ossia la Dc fondata nel 2004 da Rotondi e tale formazione politica, a cui si intestano i diritti elettorali all’uso del nome, tornerà pertanto provvisoriamente in vita fino alla definizione finale del progetto partito. Mandato a Rotondi perché prenda contatto con tutti i movimenti che, a vario titolo, rivendicano la tradizione democristiana.
Così, nel giugno del 2005, dopo aver acquisito l'adesione di altri parlamentari fonda il nuovo partito della Democrazia Cristiana per le Autonomie, di cui diviene segretario politico.